# Чернокоремен цветен трупиал
Чернокоремният цветен трупиал (Icterus wagleri) е вид птица от семейство Трупиалови (Icteridae).

## Разпространение
Видът е разпространен в Гватемала, Мексико, Никарагуа, Салвадор, САЩ и Хондурас.